# Friedrich Brentel
Friedrich Brentel, né en 1580 à Lauingen (Pfalz-Neuburg; aujourd’hui Bavière) et mort en 1651 à Strasbourg (Alsace), est un graveur et peintre miniaturiste bavarois.

## Biographie
Friedrich Brentel est le fils de Georg Brentel le Vieux, graveur, et le frère de David Brentel peintre et graveur à Lauingen. Le père de David et Friedrich Brentel s'installe à Strasbourg en 1587, où il obtient le droit de bourgeoisie et commence à travailler. On suppose que Friedrich Brentel commença sa formation auprès de son père.
À la fois graveur et peintre en miniature, Friedrich Brentel était à la tête de l'atelier artistique le plus important à Strasbourg au début du XVIIe siècle.

## Œuvres

### Gravures
- 58 planches gravées en 1611 par Friedrich Brentel et son élève Matthäus Merian, sur des dessins de Claude la Ruelle et Jean de la Hière portant témoignage de la magnificence des funérailles du Duc Charles III de Lorraine, qui eurent lieu à Nancy de mai à juillet 1608. Voir l'exemplaire de la Pompe funèbre conservé à l'INHA
- Planches illustrant les fêtes du duché de Stuttgart. Voir les planches sur le Virtuelles Kupferstischkabinett

### Miniatures
- Gentilhomme devant un paysage, 1600, gouache sur parchemin.
- Diane et Actéon, 1620, gouache sur parchemin, conservé au Cabinet des Estampes et des Dessins de Strasbourg.
- Paysage avec Tobie et l'ange Raphaël, 1625, gouache sur parchemin.
- Paysage de montagne avec Vénus, Adonis et le chariot de Vénus dans le ciel, 1625, gouache sur parchemin.
- La Crucifixion, 1627, gouache sur parchemin, conservé à la National Gallery of Art à Washington.
- Horatius Coclès, 1630, gouache sur parchemin, conservé au Cabinet des Estampes et des Dessins Strasbourg.
- Le Bal, 1634, gouache sur parchemin.
- Illustrations du Livre d'Heures du margrave Guillaume Ier de Bade-Bade, conservé à la Bibliothèque nationale de Paris.
- Sabbat de sorcières sous la pleine lune, gouache sur parchemin.
- Paysage d'eau avec château et fleuve, gouache sur parchemin.
- Le Christ et les Pharisiens, gouache sur parchemin.
- Le Christ parmi les docteurs, gouache sur parchemin.
- Le Christ dans la maison de Marthe et Marie, gouache sur parchemin.
- Mariage paysan, gouache sur parchemin.
- Orphée chez Hadès, gouache sur parchemin.
- L'Argent de l'hommage, gouache sur parchemin.

### Manuscrit
Friedrich Brentel est l'auteur d'un manuscrit consacré à l'art de la miniature, Mahler- und Illuminir Büchlein von Friedrich Brentel dem Ältern auff instendiges Begehren seiner Freunde zusammen geschrieben, 1642, conservé à Göttingen, Universitätsbibliothek, manuscrit Uffenbach.